# ラトビア料理

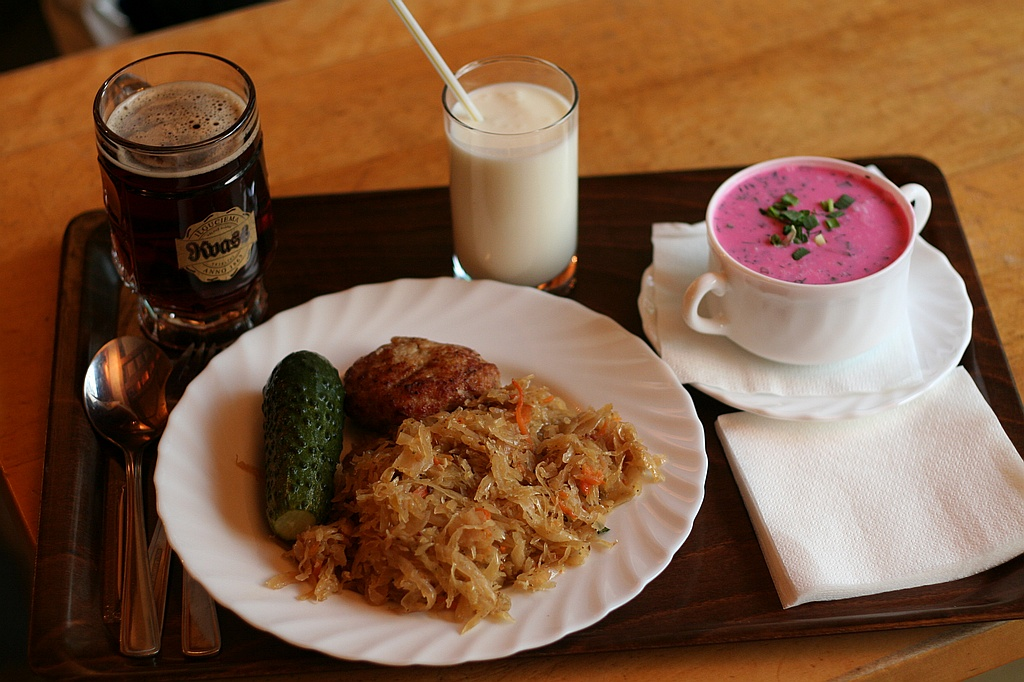
冷たいビートスープ、煮込んだキャベツ、カツレツ、ガーキン 、ケフィア、 クワスのランチ

ラトビア料理（ラトビアりょうり、ラトビア語: Latviešu virtuve）は、ラトビアの料理で、ラトビア人の食文化・食生活の中心をなす。国内やバルト海でとれる食材、周辺地域（他のバルト三国やロシア、北欧、ポーランド、ドイツなど）といった様々な地理的および歴史的状況の影響で形成される。
ラトビア料理は主に地元の農産物で作る。ラトビアはバルト海の東岸に位置し、料理の大部分は魚料理である。また、数多くの国、特にドイツの影響を多く受けている。一般的に使う食材である魚、ライ麦、ジャガイモ、小麦、大麦、キャベツ、タマネギ、卵、豚肉などはラトビア産である。ラトビアの国民的料理は脂身が多く風味があり、通常は香辛料を使用しない。典型的なラトビア料理はベーコン入り灰色豆である。	

## 歴史

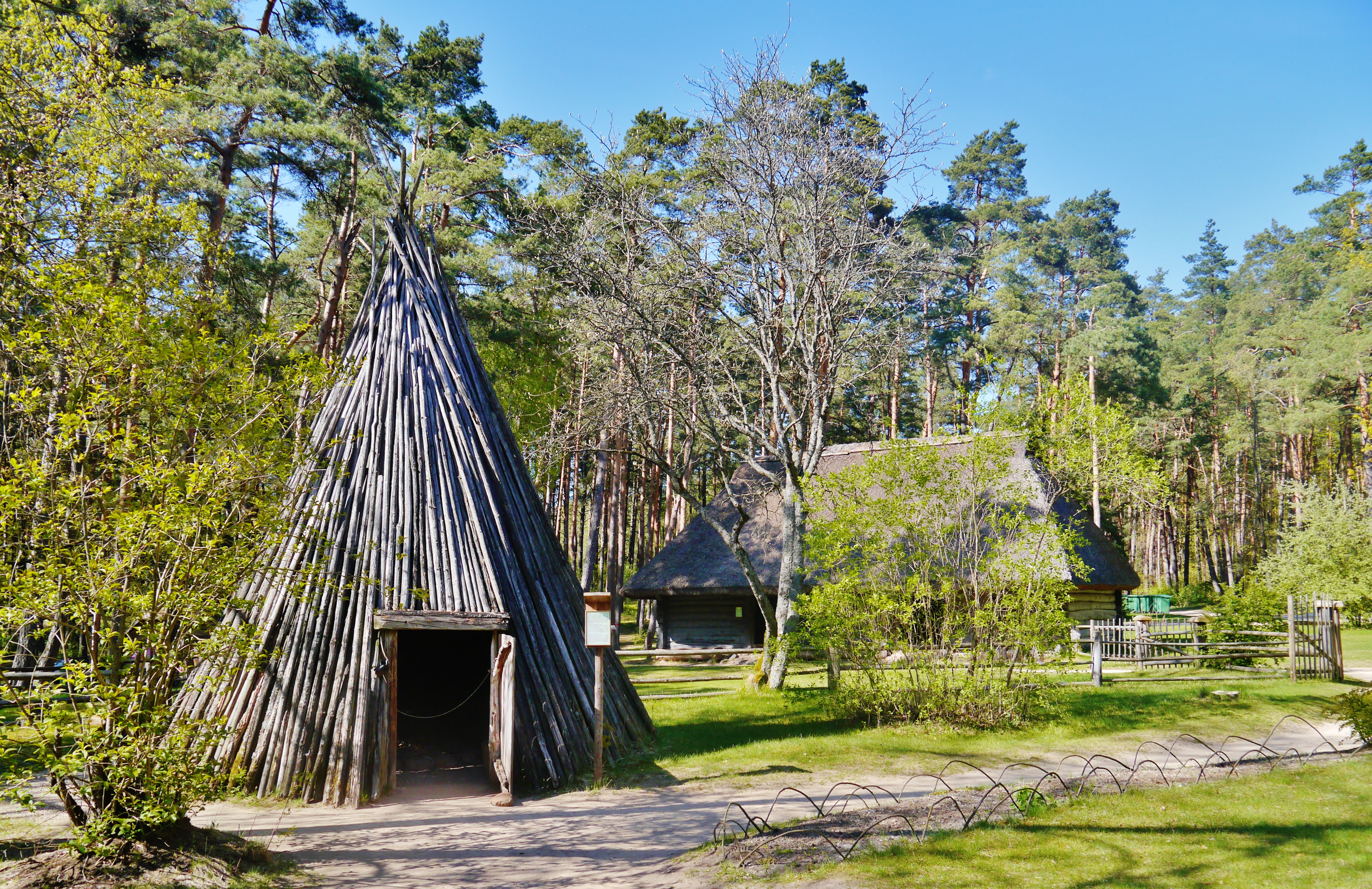
ラトビアの伝統的な夏の厨房 - スレイトン、 ラトビア野外民俗博物館。

Garlībs Merķelisは、1798年から1799年の著作『Die Vorzeit Livlands』（『過去のリーフラント』の意味）第2章『ラトビア人の生活』で、12世紀のヴィドゼメ居住者の食事を書いた：
ドイツの作家Rozins Lentilijsにより、クルゼメでジャガイモ栽培を始める前の17世紀のラトビア料理が記述された。
19世紀後半から20世紀初めにかけて、農民の経済および教育水準の向上に伴い、農業は徐々に近代化し先端技術をとりいれていった。17世紀のクルゼメによる植民地支配から貴重な植物として渡って来たジャガイモ栽培は急増した。バター製造は、桶から撹乳器に変わり、木製のスプーンと皿はエナメル加工または亜鉛メッキした食器に置き換わった。伝統的な料理から、翻訳された料理本を使うようになった。
最初にラトビアで出版された料理本は、Rubene教区教役者でドイツ語翻訳者のKristofs Hardersにより翻訳された334ページの『Ta pirma Pawaru Grahmata no Wahzes Grahmatahm pahrtulkota（ドイツ語翻訳本からの最初の料理本）』で、1795年にRubeneで出版された。この本は荘園の料理人向けで、その多くはドイツ語を話せないラトビアの農民であった。1年後の1796年に、J. F. Stefenhāgena印刷所で、452ページの最初の独自のラトビア語料理本『Pawaru Grahmata, Muiſßas Pawareem par Mahzibu wiſſadas Kungu Ehdeenus gahrdi wahriht un ſataiſiht（荘園の料理および紳士のコースの全ての料理のためのラトビア料理本）』が出版された。これはLestene教区教役者のFridrihs Hazimirs Urbānsが始め、彼の死後、エルガヴァ教区教役者で文学者のMatiāss Stobeが完成した。
20世紀初めまで、ラトビア人とリーヴ人の主な職業は農耕と漁業であり、したがって食材のほとんどは農地から得られた。食事の基本はRupjmaize（ライ麦パン）と様々な料理 - 穀物、豆、根菜および野菜、牛乳と蜂蜜、加えて肉または脂肪であった。キノコとベリーは森からの恵みであった。沿岸では魚が食事の重要な位置にあった。ニシン、スプラット、タラ、マナガツオ、ヒラメなどの魚を獲る。ニシンは通常タマネギを加えてミルク煮にした。串を挿して炭で調理することもあった。下処理し、塩漬けして干物にする。ヒラメは主に燻製される。食事ではニシンが特に重要であり、市場で樽買いした。年間に2から3樽のニシンを消費した。秋には牛、 豚、子牛、子羊などを屠畜する。肉は冬にも消費され、夏の作業 - 草刈り用にはほとんど残らない。
冬には家にジャガイモ、穀粉、挽き割り穀物、肉があり、農民は最良のときを過ごした。牛は9月または10月に出産するまで搾乳できないため、牛乳の替わりにヘンプミルクを使った。夏の食卓には貯蔵食品 - 木製容器入りのバターおよびBiezpiensが準備される。夏には牛乳で作る料理 - ミルクスープと挽き割り穀物、ジャガイモおよびダンプリング、エンドウ豆の煮込みが主になる。軽食でヘンプチーズ、サワーミルク、バターミルクまたはバターを食べる。カード、卵およびクリームを調理してチーズを作る。

## 分類

### パン
- Rupjmaize（ライ麦パン）

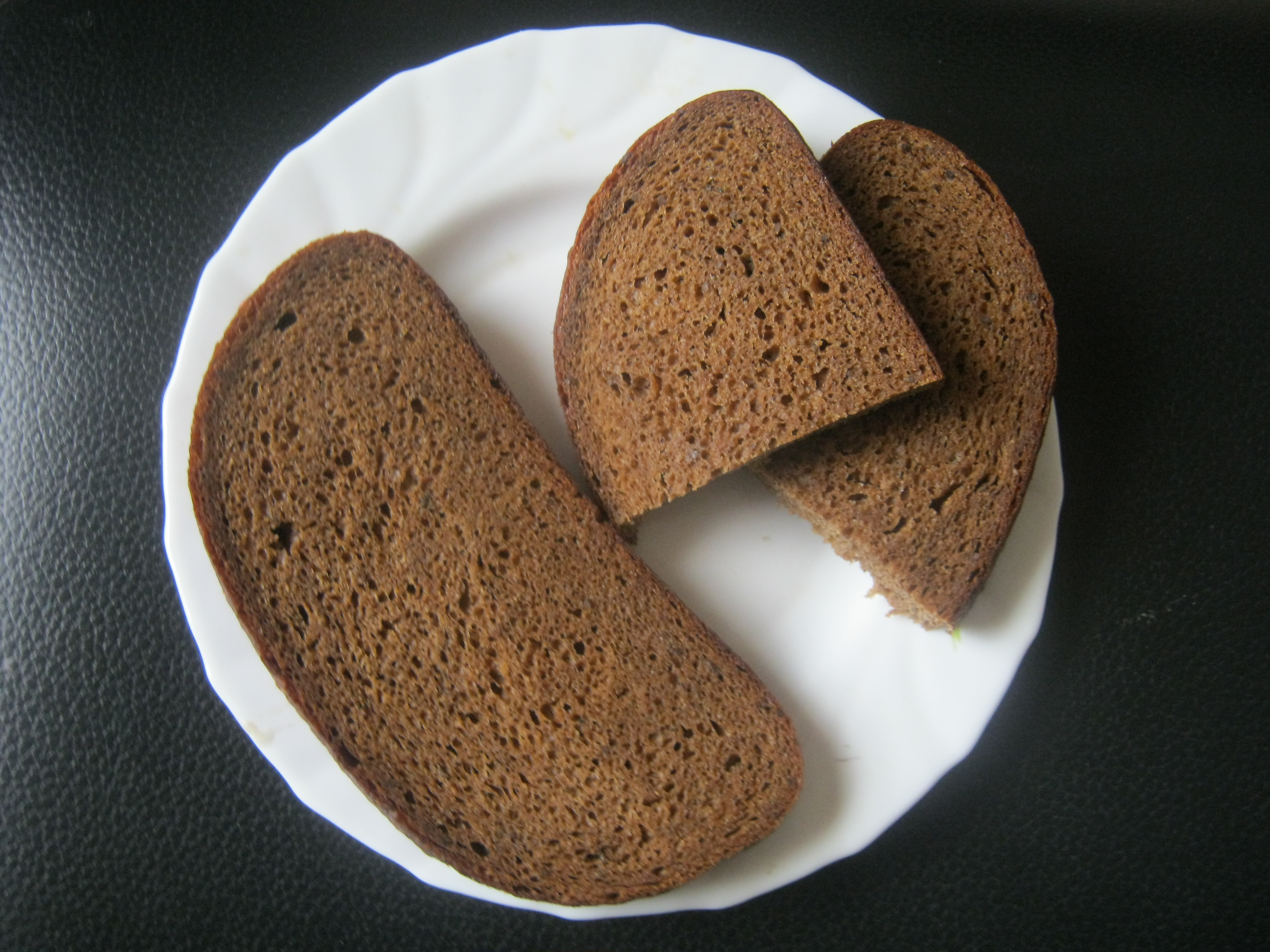
スライスしたRupjmaize

- Saldskābmaize：ふるいにかけた穀粉とクミンで生地を作り、オーブンで焼く。
- Slokārtnis（丸パン）：speķa rausi（ベーコンケーキ）と呼ばれる。粗挽き粉の生地、燻製した豚肉、タマネギ、コショウで作る。オーブンで焼く。

### 穀物および穀粉
- Pūtelis： 大麦、ライ麦、カラス麦、場合によりエンドウなどの豆を挽いた穀粉で作る。
- Sutņa putra：大麦、ライ麦、小麦、エンドウなどの豆で作るポリッジ。
- Ķiļķenzupa
- Nuļķenu zupa

### 乳製品

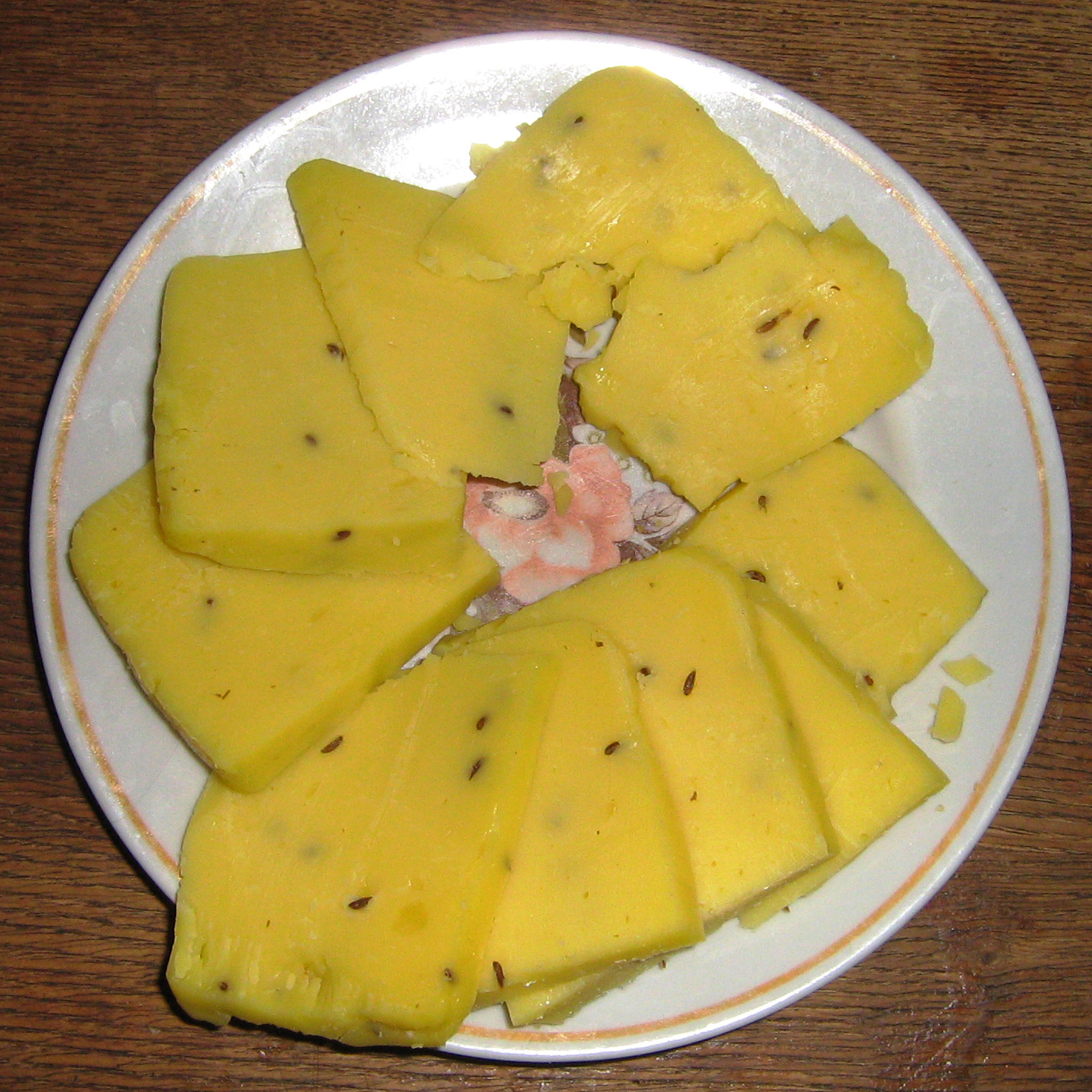
Jāņu siers

- クリーム
- Pirmpiens
- Rūgušpiens
- バター
- チーズ
- Skābputra

### 肉
肉料理の多くは豚の肉、血、モツで作った。家畜と手に入る穀物、根菜で様々なソーセージが調理された。
- Putraimu desa：ブラッドソーセージ。
- Kopķēzis jeb spudiņš：ジャガイモと煮詰めたソラマメを豚の腸に詰める。パン用オーブンで焼く。
- Gaļas kotletes（ガリャス・コトレテス）：伝統的ラトビア家庭料理で、小さめのハンバーグまたは平たいミートボールにあたる。

### 根菜
- Sklandrausis
- ジャガイモ
- Grūšļis：ジャガイモの粥。

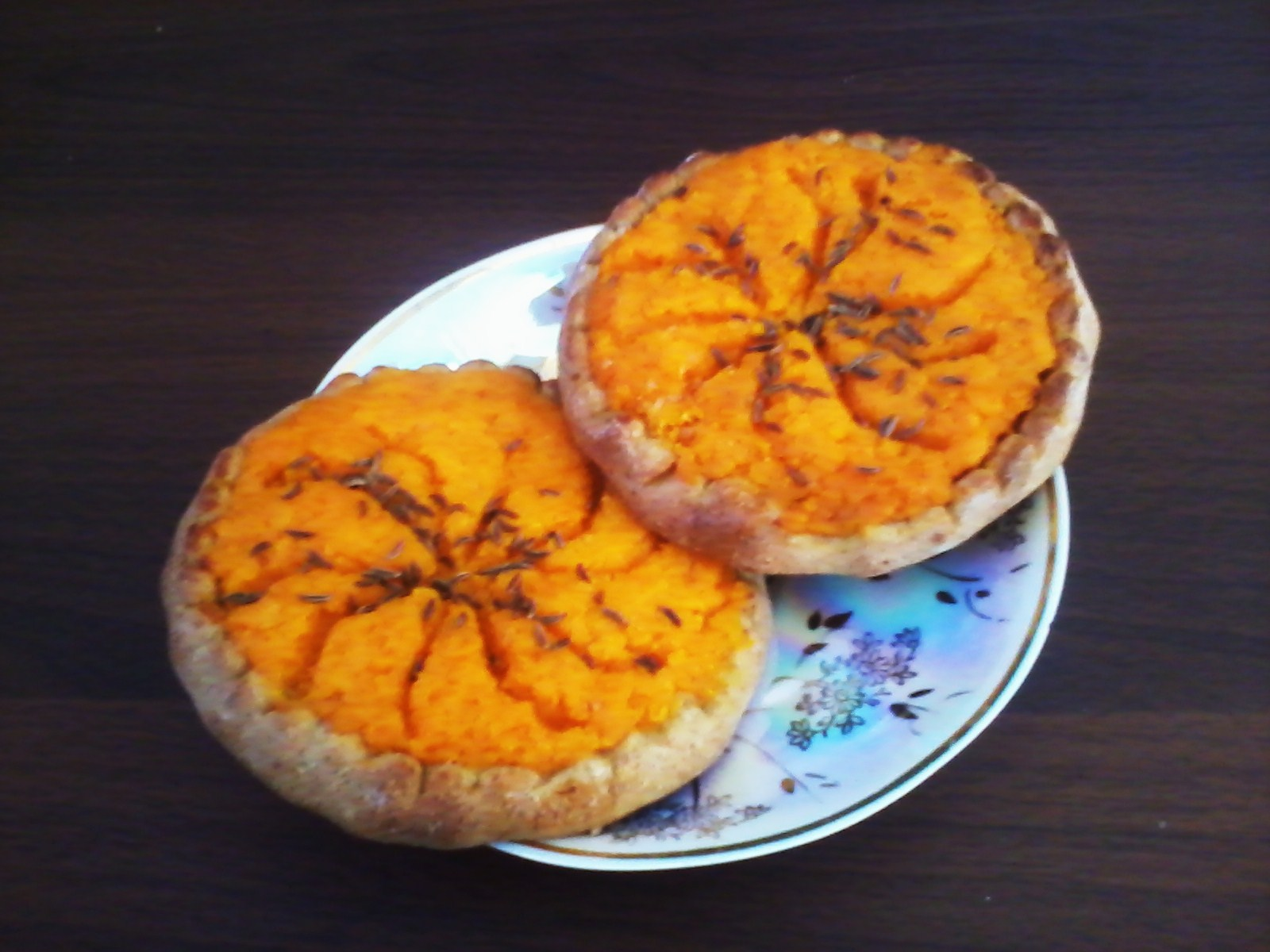
Sklandrauši

- ヘンプ：かつてはヘンプバター、ヘンプミルクを作るために広く使われた。茹でたジャガイモに混ぜることもあった。
- Kļockas：ジャガイモで作るダンプリングのスープ。
- Cepti griežņi：ルタバガ

### 野菜

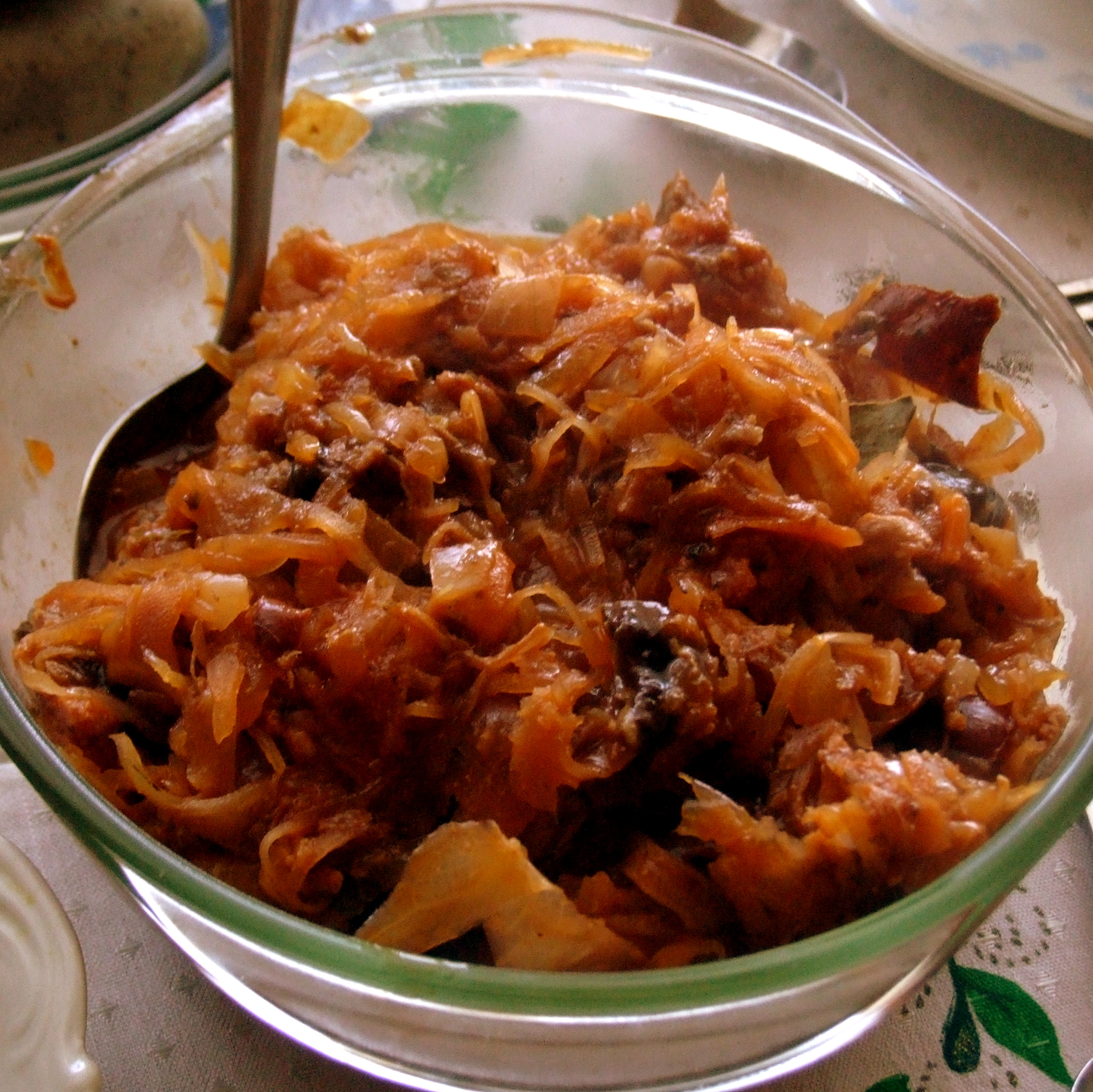
Sautēti kāposti

- Sautēti kāposti（サボテンキャベツ）
- Skābētu biešu zupa（サワービートスープ）
- Šauts：ビートの葉、牛乳、場合により挽き割り穀物を加えて作る。パンに添えて食べる。

### 豆
- Zirņi un pupas（エンドウと豆）：秋に、材料のエンドウ、灰色豆、 豆および豚肉、ビートを塩味で茹でる。甘い牛乳を添えて温かいまま食べる。Pūpoldienā vārīja Pūpolus - 完全に乾燥したもの。
- Grūslis：砕いて挽いたヘンプ、茹でたジャガイモ、および茹でたエンドウで作る。食通は聖木曜日と聖金曜日に食べる。
- Pinka：茹でたエンドウとヘンプで作る。復活祭の前の木曜日、キリスト教会から帰った時に食べる。

### 魚
- Cietžāvētas butes：漁師が通常樽に貯蔵して冬に食べるために調理した。
- Lestes：スープは乾燥したチーズ、カブと牛乳で作る。
- スプラット：冬に塩蔵スプラットを作り、適切な容器に圧力をかけ保存する。塩蔵したスプラットは炭で調理し、水で戻して柔らかくして塩を抜く。水で戻して焼いたスプラットをパンに乗せ、ポテトに添えて食べる。

### 甘い料理

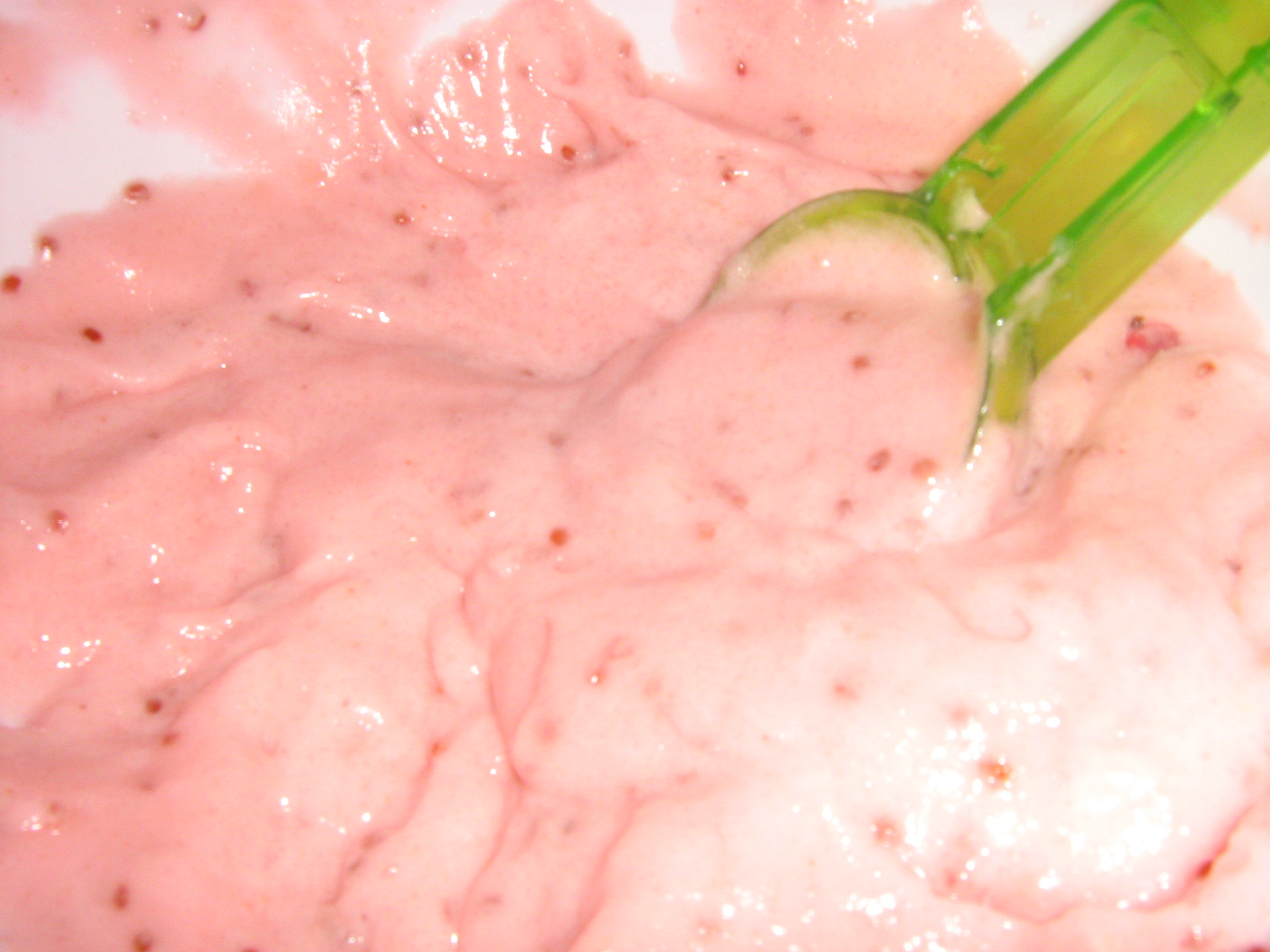
スグリのムースと牛乳

- Auzu ķīselis（オートミールのスープ）：通常、日曜日に作る。
- コケモモジャム：砂糖を加えない柔らかいコケモモジャムに、牛乳または少しのクリームを加えて食べる。既製品のヴァレニエには茹でたニンジンや赤いビート入りの場合がある。
- 小麦のダンプリングとワートルベリージュース：ダンプリングは熱いまま食べるが、冷たいチーズを食べる。
- Saldskābā zupa（甘いスープ）：このスープは結婚式で冷やして供する。水、砂糖（またはシロップ、ジャム）、バター、ベリー、ナッツと甘いクリーム（場合により）で作る。調理中にスプーン2杯の酢で酸味を与え、薄切りケーキを加える。しみ込んだ後につぶす。

### 黒バルサム（酒）
バルサムと呼ばれるヨーロッパの酒（リキュール）のうち、ラトビア産は黒バルサムとして知られる。首都リガにあるラトビア・バルサムズ社では、ヨモギやショウガ、オーク樹皮、オレンジの果皮など24種類の素材を混ぜた原酒を木樽で1カ月寝かせ、さらに蜂蜜やキャラメルなどを2週間かけて浸透させる。ロシア帝国治下、エカチェリーナ2世のリガ訪問（1752年）で胃の調子回復ため調合されたのが始まりとされる。薬草の比率などの製法は独ソ戦で失われかけたが、生き延びた関係者が知識を持ち寄って復元した。

## 欧州連合の方針
欧州連合（EU）の食品品質制度には現在6つの伝統的ラトビア料理およびラトビア産食品が含まれる -  Salinātā rudzu rupjmaize（湯通しライ麦パン）、Sklandrausis、Carnikavas nēģi（ツァルニカヴァの甥）、Latvijas lielie pelēkie zirņi（ラトビアの大きな灰色エンドウ豆）、Jāņu siers（真夏のチーズ）、Rucavas baltais sviests（ルツァヴァの白バター）。
欧州連合制度に含まれた最初のラトビア産食品はSklandrausisであり、食品品質認証「伝統的特産品保護」への適用が2011年12月13日にクルゼメ基礎自治体「Zaļais novads」により欧州委員会に申請された。 2013年10月11日、欧州委員会は申請を実施規則No 978/2013により承認し、欧州連合の伝統的特産品保護による高品質製品と認識された。
2012年10月11日に、砂糖を加えたRupjmaize（ライ麦パン）- Salinātā rudzu rupjmaize  - が同様に「伝統的特産品保護」認証の適用が申請され、実施規則No 12/2014によりこれもまた欧州委員会に承認された。
3番目のEU認証で最初の「地理的表示保護」はCarnikavas nēģiで、2013年9月11日に欧州委員会に申請されたが、承認は2015年2月13日の実施規則No 269/2015となった。